# Boni (Burkina Faso)
Boni è un dipartimento del Burkina Faso classificato come comune, situato nella provincia di Tuy, facente parte della Regione degli Alti Bacini.
Il dipartimento si compone del capoluogo e di altri 9 villaggi: Bahoun, Bansié, Dossi, Mambo, Mamboué, Minou, Moukounien, Saho e Yénou.